# Jack Levy
Jack S. Levy (* 15. April 1948) ist ein amerikanischer Politikwissenschaftler mit dem Fachgebiet der Internationalen Beziehungen. Er ist gegenwärtig Board of Governors’ Professor an der Rutgers University.

## Leben
Jack S. Levy erwarb 1970 einen Bachelor of Science im Fach Physik am Harvey Mudd College in Claremont und 1972 einen Master in Politikwissenschaft an der University of Wisconsin. Er promovierte im selben Fach und an derselben Universität 1976 zum Ph.D mit der Dissertation Military Power, Alliances, and Technology: An Analysis of Some Structural Determinants of International War among the Great Powers.
Nach Stationen u. a. als Associate Professor an der University of Texas at Austin und der University of Minnesota wurde er 1989 Professor an der Rutgers University, 1997 Board of Governors’ Professor an derselben Universität. Er unterrichtet ferner am Saltzman Institute of War and Peace Studies an der Columbia University.
Seine Arbeiten konzentrieren sich auf die Internationalen Beziehungen, insbesondere auf die Friedens- und Konfliktforschung sowie die Politische Psychologie.
Er war von 2007 bis 2008 Präsident der Fachgesellschaft  International Studies Association.
Die American Political Science Association zählt ihn zu den weltweit meistzitierten Autoren ihres Fachgebietes.